# Massimo Volta
Massimo Volta (Desenzano, 13 mei 1987) is een Italiaans voetballer die doorgaans speelt als centrale verdediger. In oktober 2022 tekende hij voor Carpenedolo.

## Clubcarrière
Volta startte zijn carrière bij Carpenedolo, maar in januari 2007 nam Sampdoria de helft van zijn rechten over. Wel speelde hij de rest van dat seizoen bij zijn oude club. De volgende zomer, kocht Parma het deel van Carpenedolo over. Hij werd verhuurd aan Foligno en later aan Vicenza. In augustus 2009, na het verlengen van zijn verbintenis bij Sampdoria, werd hij verhuurd aan Cesena, waar hij een bepalende rol speelde.
In 2010 keerde de verdediger terug naar Sampdoria, waarvoor hij zijn debuut maakte in de kwalificatieronde van de Champions League tegen Werder Bremen. Hij rouleerde zijn positie centraal achterin met Stefano Lucchini. Beiden stonden vaak naast Daniele Gastaldello. Na de degradatie van Sampdoria, kocht de club de helft van zijn rechten van Parma en liet het Lucchini gaan. Na een huurperiode bij het Spaanse Levante, waar hij niet aan spelen toekwam, werd hij opnieuw verhuurd aan Cesena.
In de zomer van 2015 maakte Volta de overstap naar Perugia. Medio 2018 transfereerde Volta naar Benevento. Na een verhuurperiode begin 2021 bij Pescara verkaste Volta in 2021 voor een seizoen naar Triestina. Een jaar later nam Carpenedolo de verdediger onder contract.